# Курісовська сільська рада
Курісовська сільська рада територіальної громади (до 2016 року — Петрівська) — орган місцевого самоврядування Курісовської сільської громади в Березівському районі Одеської області. Утворена як адміністративно-територіальна одиниця з назвою Петрівська сільська рада у 1937 році.

## Склад ради
Рада складається з 22 депутатів та голови.
- Голова ради: Григоржевський Валентин Миколайович
- Секретар: Бугайчук Наталія Анатоліївна

### Керівний склад попередніх скликань
| Прізвище, ім'я, по батькові       | Основні відомості                                                                                  | Дата обрання | Дата звільнення |
| --------------------------------- | -------------------------------------------------------------------------------------------------- | ------------ | --------------- |
| Мельниченко Геннадій Анатолійович | Сільський голова, 1964 року народження, освіта вища, член Всеукраїнського об'єднання «Батьківщина» | 26.03.2006   | 31.10.2010      |
| Мельниченко Геннадій Анатолійович | Сільський голова, 1964 року народження, освіта вища, безпартійний                                  | 31.10.2010   | 25.10.2020      |

Примітка: таблиця складена за даними сайту Верховної Ради України

### Депутати
За результатами місцевих виборів 2010 року депутатами ради стали:

#### За суб'єктами висування
| Суб'єкт висування               | Кількість обраних депутатів | %  |
| ------------------------------- | --------------------------- | -- |
| Партія регіонів                 | 15                          | 75 |
| Самовисування                   | 4                           | 20 |
| Політична партія «Наша Україна» | 1                           | 5  |

#### За округами
| № округу                        | Прізвище, ім'я, по батькові      | Дата визнання обраним | Освіта  | Партійна приналежність                | Відомості про обраного депутата                             |
| ------------------------------- | -------------------------------- | --------------------- | ------- | ------------------------------------- | ----------------------------------------------------------- |
| Партія регіонів                 |                                  |                       |         |                                       |                                                             |
| 1                               | Хотєєв Андрій Миколайович        | 04.11.2010            | вища    | член Партії регіонів                  | Петрівська сільська рада, землевпорядник                    |
| 2                               | Рубченко Ігор Васильович         | 04.11.2010            | вища    | позапартійний                         | Петрівське КП «Сількомунгосп», начальник                    |
| 4                               | Мукосєй Лілія Іванівна           | 04.11.2010            | вища    | позапартійна                          | Петрівська сільська рада, секретар                          |
| 6                               | Орлов Олександр Миколайович      | 04.11.2010            | середня | позапартійний                         | тимчасово не працює                                         |
| 7                               | Кожин Павло Володимирович        | 04.11.2010            | середня | позапартійний                         | приватний підприємець                                       |
| 8                               | Городненко Олександр Віталійович | 04.11.2010            | середня | позапартійний                         | ВАТ «Укртелеком», монтер                                    |
| 10                              | Назарко Володимир Миколайович    | 04.11.2010            | середня | позапартійний                         | Петрівський фельдшерсько-акушерський пункт, водій           |
| 11                              | Лисенко Наталія Іванівна         | 04.11.2010            | середня | позапартійна                          | Петрівський фельдшерсько-акушерський пункт, акушерка        |
| 12                              | Гнилобока Лідія Володимирівна    | 04.11.2010            | середня | позапартійна                          | пенсіонер                                                   |
| 14                              | Кисляк Лілія Василівна           | 04.11.2010            | середня | позапартійна                          | Комінтернівська ЦРЛ, диспетчер                              |
| 15                              | Газун Наталія Мар'янівна         | 04.11.2010            | середня | позапартійна                          | Петрівський державний аграрний технікум, комендант          |
| 16                              | Хитрук Іван Володимирович        | 04.11.2010            | вища    | позапартійний                         | Петрівський державний аграрний технікум, викладач           |
| 18                              | Мірза Любов Василівна            | 04.11.2010            | середня | позапартійна                          | Петрівський фельдшерсько-акушерський пункт, медична сестра  |
| 19                              | Горобець Євген Олександрович     | 04.11.2010            | вища    | позапартійний                         | Петрівська загальноосвітня школа І-ІІІ ст., директор        |
| 20                              | Шевченко Ірина Олексіївна        | 04.11.2010            | вища    | позапартійна                          | Петрівська загальноосвітня школа І-ІІІ ст., вчитель         |
| Політична партія «Наша Україна» |                                  |                       |         |                                       |                                                             |
| 13                              | Кошелап Леонід Леонідович        | 04.11.2010            | середня | член Політичної партії «Наша Україна» | Петрівський дошкільний навчальний заклад, охоронник         |
| Самовисування                   |                                  |                       |         |                                       |                                                             |
| 3                               | Галамат Галина Володимирівна     | 04.11.2010            | середня | позапартійна                          | Петрівський державний аграрний технікум, завідувачка        |
| 5                               | Ушакова Олена Миколаївна         | 04.11.2010            | середня | член Партії регіонів                  | тимчасово не працює                                         |
| 9                               | Таранчук Світлана Миколаївна     | 04.11.2010            | середня | позапартійна                          | Петрівський державний аграрний технікум, головний бухгалтер |
| 17                              | Корнієнко Надія Карпівна         | 04.11.2010            | середня | позапартійна                          | Петрівська сільська рада, рахівник — касир                  |